# VP7
TrueMotion VP7（トゥルーモーション ブイピーセブン）は米国On2テクノロジー社が開発したビデオコーデック。

## 概要
Skype 2.0、AOL Instant Messenger、Move Networks、Viewpoint Media Player、Tencent Messenger/QQなどのソフトウェアにビデオコーデックとして搭載されている。
また、設定などにもよるが他のコーデックに比べエンコード時間が非常に長い。
暫くしてGoogleが開発元であるOn2社を買収しVP8およびWebMを発表した為、影が薄い存在となってしまった。